# Août 1864

## Événements
- 1er août : fondation de la « The National Watch Co » (Elgin Watch Company) à Elgin (Illinois).
- 5 août : bataille de Mobile.
- 11 août : victoire des libéraux aux législatives en Belgique. C’est à l’intransigeance du leader catholique Adolphe Dechamps que les libéraux doivent leur retour en force au Parlement. Le droit de grève est accordé aux ouvriers et les syndicats sont autorisés[1].
- 14 août : Alexandre-Jean Cuza de Roumanie fait passer une réforme agraire fondé sur l’abolition de la corvée et l’appropriation des terres aux paysans. Les paysans corvéables doivent racheter leur liberté. La réforme agraire concerne 500 000 familles qui peuvent s’approprier plus de deux millions d’hectares. Les boyards gardent le tiers de leurs domaines et sont immédiatement indemnisés par l’État à qui les paysans remboursent en 35 annuités.
- 20 août (Hawaii) : Kamehameha V promulgue une nouvelle Constitution, aristocratique et censitaire, édictée sous l’influence du français Charles de Varigny, qui élimine du suffrage la population d’origine américaine.
- 22 août : le Comité international de la Croix-Rouge est officiellement créé à Genève. Premières Conventions de Genève.

## Naissances
- 5 août : Léon Léon-Dufour, historien et généalogiste français († 26 novembre 1936).
- 8 août : Giuseppe Pennella, général italien  († 15 septembre 1925)
- 23 août : Ernest Cracco, peintre belge († 22 janvier 1944).